# Lombers
Lombers là một xã trong tỉnh Tarn thuộc vùng Occitanie ở miền nam nước Pháp. Xã này nằm ở khu vực có độ cao trung bình 191 mét trên mực nước biển.
Lombers đã là một trung tâm quan trọng của Catharism cuối thế kỷ 12 và đầu thế kỷ 13.
Sông Dadou chảy qua thị trấn.